# René Hake
René Hake (Coevorden, 1971. december 18. –) holland labdarúgó és edző, jelenleg a Feyenoord másodedzője volt.

## Pályafutása
Labdarúgóként pályafutása nagyon rövid tartott, az Emmen csapatában nem tudott betörni a felnőtt csapatba, így inkább tanulmányaira koncentrált. Az Emmen és a Twente csapatainál is töltött időt utánpótlás-edzőként, mielőtt a korábbi kinevezte a felnőtt csapat vezetőedzőjének. Az ezt követő három évben a Twente és a Zwolle csapatánál is volt másodedző, majd a Twente, a Cambuur, a Jong Utrecht, az Utrecht és a Go Ahead Eagles vezetőedzője volt.
2024-ben a Manchester United kinevezte, mint Erik ten Hag egyik másodedzője. A holland edző novemberi menesztése után ő is elhagyta a csapatot. 2025 februárjában Robin van Persie másodedzője lett a Feyenoordnál.

## Statisztika
Frissítve: 2024. május 26.
| Csapat          | -tól                | -ig               | Mutató | Mutató | Mutató | Mutató | Mutató | Mutató | Mutató |
| Csapat          | -tól                | -ig               | M      | Gy     | D      | V      | G+     | G–     | Gy%    |
| --------------- | ------------------- | ----------------- | ------ | ------ | ------ | ------ | ------ | ------ | ------ |
| Emmen           | 2010. október 18.   | 2012. június 30.  | 60     | 13     | 13     | 34     | 60     | 120    | 21,67  |
| Twente          | 2015. augusztus 30. | 2017. október 18. | 75     | 27     | 15     | 33     | 108    | 123    | 36,00  |
| Cambuur         | 2018. január 31.    | 2019. június 30.  | 63     | 28     | 17     | 18     | 108    | 89     | 44,44  |
| Jong Utrecht    | 2019. július 1.     | 2020. november 7  | 38     | 13     | 8      | 17     | 62     | 67     | 34,21  |
| Utrecht         | 2020. november 7.   | 2022. március 22. | 60     | 24     | 18     | 18     | 100    | 79     | 40,00  |
| Go Ahead Eagles | 2022. május 9.      | 2024. június 31.  | 76     | 28     | 20     | 28     | 113    | 110    | 36,84  |
| Összesen        | Összesen            | Összesen          | 372    | 133    | 91     | 148    | 551    | 588    | 35,75  |